# Der Seekadett (1925)
Der Seekadett ist eine US-amerikanische Stummfilmkomödie aus dem Jahr 1925 von Christy Cabanne mit Ramón Novarro in der Hauptrolle. Das Drehbuch basiert auf einer Originalstory von Carey Wilson.

## Handlung
James Randall tritt der Marine-Akademie bei und freundet sich dort mit Ted Lawrence an. Teds Schwester Patricia entpuppt sich als Schönheit und Randall verliebt sich in sie. Auch der wohlhabende, aber untätige Basil Courtney will Patricia und verspricht, für Ärger zu sorgen.
Während Randall im Dienst ist, lässt Courtney seine Komplizin Rita in den Wachraum gehen, um ihn zu kompromittieren, jedoch hat James mit Ted den Wachdienst getauscht. Er sieht Ted mit Rita im Wachhaus und ist verpflichtet, Ted wegen Verstoßes gegen die Akademieregeln anzuzeigen. James beschließt stattdessen, zurückzutreten. Courtney entführt Patricia und macht sich mit ihr auf seiner Yacht auf den Weg, wird aber von einem Kriegsschiff verfolgt. James entdeckt Ritas Komplizenschaft bei Courtneys Intrige und hilft bei der Rettung Patricias, gerade rechtzeitig für die Abschlussfeier und ihre Hochzeit.

## Hintergrund
MGM produzierte den Film in Zusammenarbeit mit dem Marineministerium. Viele der Szenen, einschließlich der Abschlussfeier, wurden an der United States Naval Academy in Annapolis gedreht.

## Veröffentlichung
Die Premiere des Films fand am 4. Oktober 1925 statt. 1926 kam er in Österreich in die Kinos.

## Kritiken
Mordaunt Hall von der The New York Times befand, die Komik sei so strahlend, dass man die Schwäche der Handlung der Geschichte verzeihen könne. Ramón Novarro zeige in den humorvollen Teilen dieser Erzählung Talent, in den ernsten Szenen sei er jedoch etwas zu steif und heroisch. Harriet Hammond sei attraktiv und Wesley Barry amüsant. Craufurd Kent liefere eine hervorragende Leistung. Christy Cabanne, der bei diesem Film Regie führte, zeige eine Vorliebe für die Komödie, die er mit Fantasie inszeniere. Allerdings sei er nicht ganz in seinem Element, wenn es darum geht, die ernsten Kapitel zu bewältigen.